# Tenzin Trinley
Tenzin Trinley (1955-) is een Tibetaans geestelijke en zowel regionale als nationale politicus. Hij is abt van het Tibetaanse klooster Tsemönling en de vijfde Tsemönling rinpoche, een invloedrijke tulkulinie in Tibet dat verschillende Ganden tripa's en regenten in historisch Tibet voortbracht.

## Biografie
In 1955 werd hij ontdekt als de vijfde Tsemönling rinpoche.  Van zijn eerste tot derde levensjaar zat hij in het bestuur van de Tibetaanse afdeling van de Boeddhistische vereniging van China. Van augustus 1958 tot maart 1959 studeerde hij boeddhistische geschriften in het Selaklooster (色拉寺). Daarna volgde hij onderwijs op basisschoolniveau in Lhasa. Van 1964 tot 1966 volgde hij onderwijs op de Socialistische School van de TAR (西藏自治区社会主义学校). 
Van 1999 tot 2003 was hij vicevoorzitter van de Tibetaanse afdeling van de Boeddhistische vereniging van China. 